# 侯伯文
侯伯文（1944年—），汉族，河南省永城县人，英屬香港永久居民，中华人民共和国企业家、第十一届全国政协委员（香港地區委員）。
他是侯镜如和李嵩芸之子，有兄弟姐妹六人。在中華人民共和國建國之後，他長期居住在英屬香港。
他担任侯镜如助学基金会会长。担任中国卫星发射代理（香港）有限公司董事长。2008年，当选第十一届全国政协委员，代表特别邀请人士，分入第五十八组。并担任港澳台侨委员会专委。